# Línguas crioulas de base inglesa
As línguas crioulas de base inglesa são um conjunto línguas derivadas do inglês e formadas nas colônias britânicas, estabelecidas durante a expansão naval militar e comercial do Reino Unido, nos séculos XVII, XVIII e XIX. 
Em razão das peculiaridades do processo de formação de cada uma delas, as línguas crioulas apresentam significativas diferenças entre si, bem como em relação à língua do colonizador.

## Línguas
- Asiáticas
  - Sudeste Asiático
    - Bislish: língua crioula de base inglesa falada nas Filipinas.
    - Manglês: língua crioula de base inglesa falada na Malásia.
    - Singlês: A língua falada em Singapura que inclui elementos de várias línguas chinesas, malaia e uma série de outras que são faladas no país insular.
    - Taglish: língua crioula de base inglesa falada nas Filipinas.
- Atlânticas
  - Línguas crioulas inglesas do Caribe Oeste
    - Patoá jamaicano (ou crioulo jamaicano): Não se trata do inglês jamaicano, que é um dialeto do inglês. O patoá jamaicano é falado na Jamaica e representa a história dos contatos entre falantes de diversas etnias, línguas e classes sociais. É a língua dominante na Jamaica e seu prestígio vem crescendo.
      - Rastafari – vocabulário “Lyaric”

    - O crioulo jamaicano foi sendo difundido na América Central e em outras ilhas com o migração de trabalhadores rurais e se relaciona com dialetos que lhe são muito similares como as línguas crioulas de Bocas del Toro, o de Colón, ambos no Panamá, Limón, na Costa Rica, do bairro de Rio Abajo (Cidade do Panamá), das ilhas de Santo André, Providência e Santa Catarina (Colômbia) e das Ilhas Caimã, todos considerados como dialeto do Patoá jamaicano.[1]
    - Língua do espírito maroon da Jamaica
    - Crioulo belizenho: A maioria dos falantes vivem na cidade de Belize, mas em quase todo território de Belize é a primeira ou a segunda língua. É a língua franca em muitas áreas do país.
    - Dahufra foi uma língua crioula muito usada entre os século XVI e XVIII e que era muito próxima aos crioulos da Ilha de Santo André (Colômbia) e na Costa dos Mosquitos (Nicarágua). Uma extensão do qual foi muito usada nesse mesmo período e que difere do patoá jamaicano em ortografia e gramática. Seus falantes trabalham com madeira, agricultura, pesca, atividades industrial e de construção civil, comércio, ensino, etc.[2]
    - Crioulo das Ilhas Caimã, falado nas Ilhas Caimã
    - Crioulo da Costa dos Mosquitos, Nicarágua.
      - de Cayo Rama (Ilha em Bluefields (Nicarágua).

    - das Ilhas da Baía, Honduras.

  - Leste
    - Norte
      - ”Afro-seminole” – Oklahoma, Texas, norte do México
      - Crioulo das Bahamas
      - Crioulo de Turcas e Caicos.
      - Gullah: dos descendentes de escravos – falados nas chamadas “Sea Islands” que ficam no litoral da Carolina do Sul, Geórgia e norte da Flórida, nos Estados Unidos.
      - Inglês de Samaná: falado por cerca de 8 mil pessoas na Península de Samaná na República Dominicana, país opnde domina o espanhol. Seus falantes são descendentes de ex-escravos norte-americanos que ali se estabeleceram em 1825, embora haja registros de presença de escravos africanos na área desde o início do século XVII. Além de idioma crioulo, a língua também já foi descrita como um simples dialeto do inglês ou mesmo como língua independente. Essa língua se relaciona ao crioulo inglês das Bahamas (já citado).[3]

    - Crioulo das Pequenas Antilhas Sul.
      - das Ilhas Virgens[4]
        - Crociano (de Santa Cruz).
        - da Ilha de São Martinho (Saint Martin): falado em Saba, Santo Eustáquio e São Martinho.

      - das Ilhas de Barlavento (Britânicas) – falado nas ilhas Leward (da Commonwealth entre Guadalupe e as Ilhas Virgens).[5]
        - Crioulo anguilano – similar àqueles das Ilhas Virgens.
        - Crioulo de Antiga e Barbuda
        - Crioulo de Monserrate
        - Crioulo de São Cristóvão e Neves.

      - Crioulo bajan, falado em Barbados
      - de São Vicente e Granadinas
      - de Granada
      - da Guiana.
      - de Tobago.
      - de Trindade

  - Suriname
    - Sranan – língua nativa da maioria do povo do Suriname.
    - Saramacano: é uma língua de quilombolas da Guiana Francesa e do Suriname. É muito diferente das outras circunvizinhas, sendo que alguns especialistas a consideram uma língua isolada. Originou-se do Sranan com fortíssima influência do português.
    - dos Quilombolas do Suriname e da Guiana Francesa. Cada tribo tem seu próprio idioma crioulo.
      - Aluku
      - Ndyuka
      - Paramacano
      - Kwinti
      - Matawai

  - Krio
    - Krio de Serra Leoa – é mutuamente inteligível e se assemelha com o Pidgin da Nigéria e como o Patoá Jamaicano.
      - Dialeto dos Akus da Gâmbia, descendentes do povo crioulo de Serra Leoa.

    - Pidgin da Nigéria: Como é falado de forma rudimentar em toda a Nigéria, o inglês é usado como língua de comércio e comunicação. A língua data do período colonial, quando habitantes da região eram contratados para trabalhar como os colonizadores britânicos.
    - Pidgin Inglês de Camarões, Kamtok ou Crioulo de Camarões; é uma das línguas do país e apresenta duas variantes: Limbe-Krio e Grafi. Cerca de 5% dos camaroneses são falantes nativos da língua.
    - Crioulo da Libéria ou Kreyol: falado na Libéria sendo uma mistura do inglês, e do francês e de línguas da África Ocidental.
    - Pichinglis de Fernando Pó: Era falado em Bioko, antiga Guiné Espanhola (hoje parte da Guiné Equatorial) pelos Fernandinos que descendem dos Krios da Serra Leoa. Era usado em comunicações de comércio.
- Pacífico
  - Crioulo australiano ou Crioulo do rio Roper – a maior língua depois do inglês entre os aborígenes australianos, com cerca de 10 mil falantes.
  - Línguas anglo-crioulas relacionada ao Bislama, faladas em Vanuatu; Língua pijin das Ilhas Salomão; Crioulo do Estreito de Torres falado mas ilhas do Estreito de Torres; Tok Pisin falada na Papua-Nova Guiné; todas derivadas do inglês e de línguas papuásias em termos de léxico e gramática.
  - Pidgin havaiano: Começou com o início da colonização europeia do Havaí. Sua base foi o inglês com influências do chinês, japonês, filipino, português. As crianças começaram a usá-la como língua franca e por volta dos anos 20 (séc. XX) foi crioulizada e se tornou uma língua das ilhas havaianas.
  - Crioulo de Ogasawara: língua crioula falada nas ilhas Ogasawara, com forte influência japonesa.
  - Dois dialetos que se desenvolveram como um Criptolecto (língua criada, falada e compreendida exclusivamente por um pequeno grupo), língua pitcairnesa e língua norfolquina, faladas por habitantes das Ilhas Picárnia e migrantes pitacairneses da Ilha Norfolque. Formou-se no século XVIII como um dialeto do inglês, com cerca de 5% do vocabulário oriundo do taitiano e duma língua mista das duas citadas.
  - Crioulo de Ngatik: língua crioula falada pelos habitantes de Sapwuahfik (anteriormente Ngatik) atol de Pohnpei.